# Ole West
Ole West (* 22. Mai 1953 in Wedel) ist ein deutscher Kunstmaler.

## Leben
Der Sohn des Kunstmalers Gerhard West erhielt schon im Alter von zwölf Jahren den ersten professionellen Zeichenunterricht beim Kunstmaler Albert-Ludwig Glaser. Von 1975 bis 1979 studierte er an der Fachhochschule für Gestaltung in Hamburg mit den Fachrichtungen Kinder- und Jugendbuchillustration und Malerei. Er beendete sein Studium mit dem Abschluss als Diplomdesigner. Schon kurz nach Beendigung seines Studiums entstanden erste Entwürfe für Großgrafiken oder Messepräsentationen unter anderem für den NDR. Von 1984 bis 2008 lebte der mittlerweile freiberufliche Maler und Zeichner West auf der ostfriesischen Insel Norderney; dort leitete er von 1985 bis 1990 eine Malschule. Parallel schuf er Werke in Öl- und Aquarellmalerei und in der Mischtechnik; aber auch Radierungen entstanden in dieser Zeit. Aufgrund der vermehrten beruflichen Tätigkeit auf dem Festland zog er 2008 wieder zurück nach Wedel.
Auch in den 2020er Jahren ist Ole West künstlerisch nach wie vor aktiv. Er produziert weiterhin regelmäßig Bilder mit seinen bevorzugten, aber auch mit neuen Motiven wie beispielsweise in Buchveröffentlichungen der jüngsten Zeit, die er Katzen oder Walen gewidmet hat. Sein Werk wird jährlich in mehreren Ausstellungen gewürdigt, insbesondere in den nordseenahen Küstenregionen zwischen den Niederlanden und Dänemark. Seit er wieder in seine Geburtsstadt zurückgekehrt ist, hat er unter anderem fast jährlich die Veranstaltungsplakate für das Hafenfest gestaltet. 2024 fertigte er einen limitierten Kunstdruck mit charakteristischen Motiven der Stadt an, dessen Erlös der Erneuerung der Weihnachtsbeleuchtung in Wedels zentraler Einkaufsstraße zugutekommt.

## Werke
Wests Motive sind weitgehend maritim geprägt. So thematisiert er in vielfältigen Variationen Schiffe, Leuchttürme und norddeutsche Landschaften. Markantes Stilmerkmal ist sein Werkstoff; anstelle von Leinwand oder Papier entstehen viele seiner maritimen Motive auf Seekartenausschnitten, die thematisch einen Bezug zum dargestellten Motiv bilden.
Eine Vielzahl seiner Werke sind als Drucke oder Postkarten einem großen Personenkreis bekannt.
Bilder von Ole West befinden sich in öffentlichen und privaten Sammlungen des In- und Auslandes, wie im 2005 nach Plymouth ausgelagerten Trinity House, National Lighthouse Centre in Penzance (Vereinigtes Königreich), im Deutschen Schifffahrtsmuseum von Bremerhaven und im Museum Aquariom im niederländischen Delfzijl. Mit einer eigenen Sammlung von Grafiken ist Ole West im Albert-König-Museum in Unterlüß und in der Integrierten Gesamtschule in Wedel vertreten.

## Fernsehproduktionen
Von 2001 bis 2006 hat der NDR fünf Fernsehsendungen von je 45-minütiger beziehungsweise 30-minütiger Dauer über und mit Ole West ausgestrahlt: „Ole West – Leuchttürme für Landratten“, „Sieben Tage im Nordwesten von Irland“, „Mit dem Strandkorb durch die Normandie“, „Schottland – von Edinburgh nach Bute“ und „Amsterdam“.